# Тарама (остров)
Тара́ма (яп. 多良間島 тарама-дзима) — небольшой остров в группе Мияко островов Сакисима архипелага Рюкю, Япония. Вместе с соседним островом Минна образует отдельный округ Тарама уезда Мияко префектуры Окинава.

## География

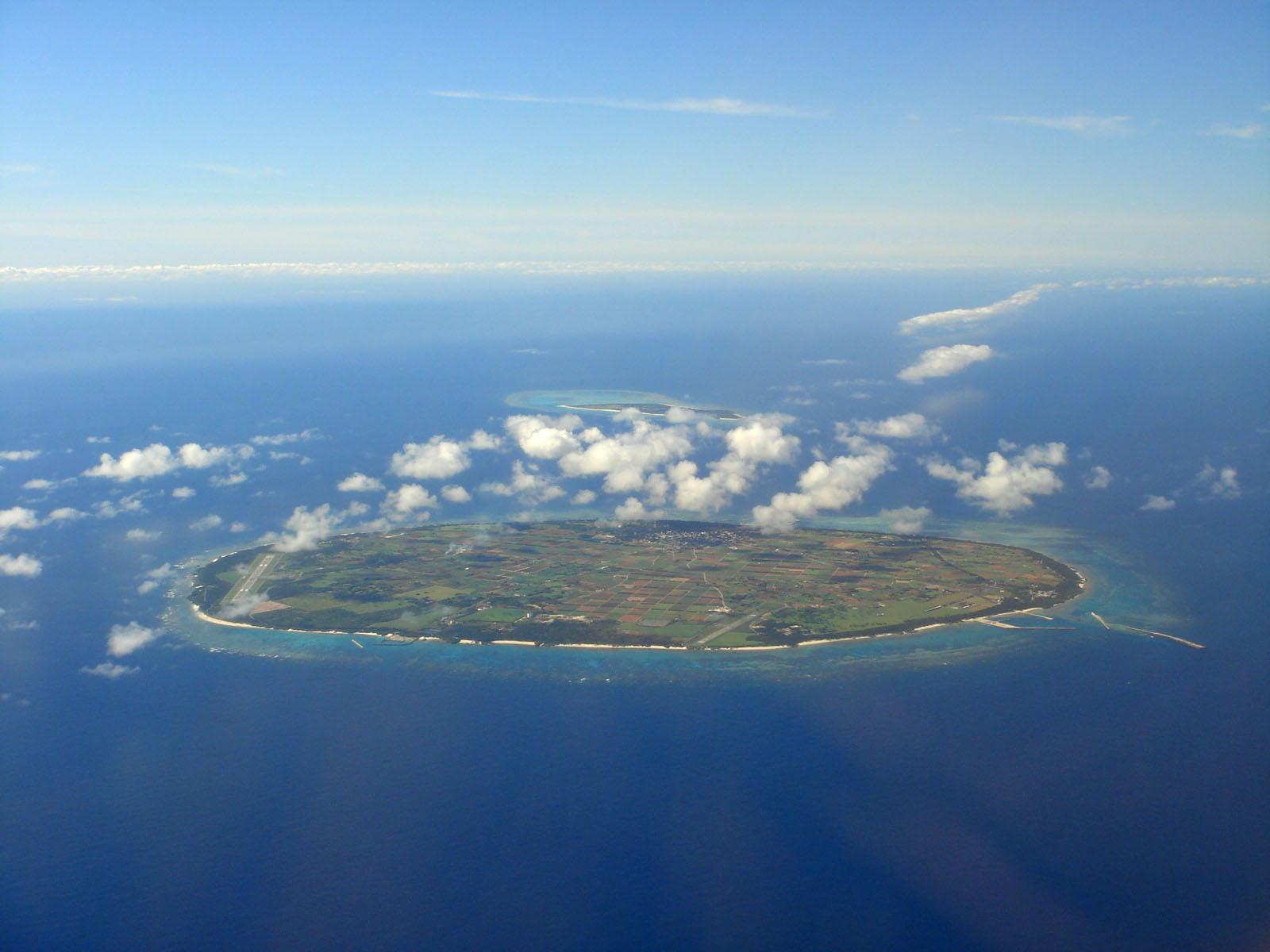
Снимок острова с самолёта

Площадь острова составляет 19,75 км². Население — около 1000 человек — проживает в посёлках Сиокава и Накасудзи на севере острова.
Остров равнинный, наивысшая точка — 33 м.